# طفرة مغلطة
الطفرة المُغلطة (بالإنجليزية: Missense mutation)‏ تُعرف الطفرة المُغلطة في علم الوراثة بِأنها طفرة موضعية أو نقطية وذلك لأنها عبارة عن تغيير في نيوكليوتيدة واحدة خاصة بكودون لحمض أميني وهذا بدورة ينتج عنه حمض أميني مختلف عن المقصود أي أن هذا نوع من التبادل الغير مترادف.

## يُعد استبدالالبروتيننوع من أنواع طفراتالحمض النووي
تنشا الطفرة المغلطة أحيانا اثناء عملية استبدال البروتين، وذلك عندما يحدث تغيير في أحد الأحماض الأمينية المكونة للبروتين، وتكون الطفرة في هذه الحالة عبارة عن طفرة نقطية أي في نقطة بعينها وليس في سلسلة البروتين المتكونة بأكملها.
الطفرة المغلطة هي نوع من أنواع الاستبدال الغير متناظر في تسلسل الحمض النووي، حيث يحدث استبدال غير متزامن يتم فيها تغيير كودون إلى كودون توقف سابق لأوانه ينتج عنه قطع البروتين الناتج. وهذه الطفرات المغلطة تجعل البروتين الناتج غير وظيفي، كما انها مسؤولة عن بعض الأمراض البشرية مثل مرض انحلال البشرة، ومرض الخلايا المنجلية.
في الأنواع الأكثر شيوعا لمرض الخلايا المنجلية، يتم استبدال النوكليوتيدة العشرين من جين «سلسلة بيتا» الخاص بالهيموجلوبين ويتغير الكودون من GAG إلى GTG. وهكذا، يتم استبدال حمض الجلوتاميك الحمض الأميني السادس بالحمض الأميني الفالين - الذي يُشار إليه كطفرة "E6V" - وبذلك تم تغيير البروتين بالقدر الكافي لجعلة يتسبب في مرض الخلايا المنجلية.

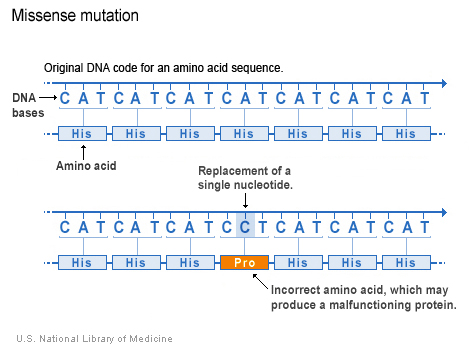
توضح هذه الصورة مثال على الطفرة المغلطة

لا تؤدي جميع الطفرات المغلطة إلى تغييرات بروتينية ملحوظة. يمكن استبدال الحمض الأميني بحمض أميني من خواص كيميائية متشابهة جدا، وفي هذه الحالة، قد يستمر البروتين في العمل بشكل طبيعي. ويطلق على هذه الحالة طفرة محايدة أو «هادئة» أو «صامتة» أو محافظة. بدلا من ذلك، يمكن أن يحدث استبدال الأحماض الأمينية في منطقة من البروتين الذي لا يؤثر بشكل كبير على بنية أو وظيفة ثانوية البروتين. عندما يمكن تشفير الأحماض الأمينية بأكثر من كودون واحد (ما يسمى «الترميز المنحل») فإن أي طفرة في كودون قد لا ينتج عنها أي تغيير في الترجمة؛ هذا سيكون بديلا مرادفا وليس طفرة خطيرة.

## أمثلة

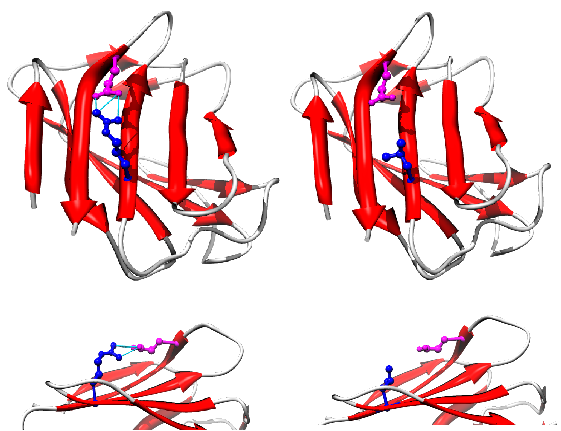
527 (الأزرق) يشكل جسر الملح مع الغلوتامات 527 (أرجواني) ، ولكن استبدال R527L يؤدي إلى كسر هذا التفاعل (ليسين لديه ذيل غير قطبي ، وبالتالي لا يمكن تشكيل جسر ملح استاتيكي).

```
DNA: 5' - AAC AGC CTG 
CGT
 ACG GCT CTC - 3'
3' - TTG TCG GAC 
GCA
 TGC CGA GAG - 5'
mRNA: 5' - AAC AGC CUG CGU ACG GCU CUC - 3'
Protein: 
Asn
 
Ser
 
Leu
 
Arg
 
Thr
 
Ala
 
Leu
```

الطفرة المغلطة تم تقديمها في جين LMNA - الموضع 1580 (nt) في تسلسل (DNA)علي شريط (CGT) مما أدى إلى استبدال الجوانين بالثايمين، مما أدي إلى وجود CTT في تسلسل الحمض النووي. هذه النتائج على مستوى البروتين في استبدال الأرجينين بواسطة الليوسين في الموضع 527. هذا يؤدي إلى تدمير جسر الرابط بينهم وبناء هيكل عدم الاستقرار. الذي يتجلى مع تداخل خلل النسيج المفصلي التناسلي ومتلازمة بروجيريا.
نتائج نسخ البروتين:
```
DNA: 5' - AAC AGC CTG 
CTT
 ACG GCT CTC - 3'
3' - TTG TCG GAC 
GAA
 TGC CGA GAG - 5'
mRNA: 5' - AAC AGC CUG CUU ACG GCU CUC - 3'
Protein: 
Asn
 
Ser
 
Leu
 
Leu
 
Thr
 
Ala
 
Leu
```

## التحليل التجريبي
يمكن أن تؤدي الطفرات المرتبطة بالسرطان إلى عدم استقرار وخلل كبير في البروتين الناتج. تم اقتراح طريقة لفحص مثل هذه التغييرات في عام 2012، وهي تحليل البروتينات المتوازية السريعة